# 明石家さんまのずっとあなたが好きだった!
『明石家さんまのずっとあなたが好きだった!』（あかしやさんまのずっとあなたがすきだった!）とは、TBS系列で放送されていた感動バラエティ・特別番組であり、明石家さんまの冠番組である。

## 概要
芸能人の「ずっと好きだった」人を、お笑い界の大御所・明石家さんまの力を借りて出来るだけスタジオに出演交渉する。スタジオの芸能人は、夢にまで見た「ずっと好きだった」人へのラブレターを持参し、その場で想いを伝える。芸能人は収録終了後、「ずっと好きだった」人から電話番号や食事の誘いを受けることができるが、出来ない場合もある。2011年8月25日放送分の視聴率は14.7%（関東地区）と『スパモク!!』開始以来最高の数字を記録し、その週のビデオリサーチ「その他の娯楽番組」部門でも『ビートたけしのTVタックル』と並び同率8位だった。
1992年に同局で放送されたドラマ『ずっとあなたが好きだった』と番組名が似ているが、内容は全く異なっており無関係である（但し、当番組司会の明石家さんまはこのドラマの第5話に友情出演している）。
2011年8月25日に第1弾、2011年12月21日に第2弾、2012年5月31日に第3弾、2013年4月4日に第4弾が放送された。

## 出演者
ゲストのうち、太字は「ずっと好きだった人」が紹介された人。
司会
- 明石家さんま

進行アシスタント
- 田中みな実（当時TBSアナウンサー、第1・2・4回）
- 青木裕子（当時TBSアナウンサー、第3回）
- 江藤愛（TBSアナウンサー、第5回）

第1回ゲスト
- アジアン（馬場園梓・隅田美保）
- 内山信二
- オリエンタルラジオ（中田敦彦・藤森慎吾）
- チュートリアル（徳井義実・福田充徳）
- ハリセンボン（近藤春菜・箕輪はるか）
- はるな愛
- ピース（又吉直樹・綾部祐二）
- 平成ノブシコブシ（吉村崇・徳井健太）
- 山本匠晃（TBSアナウンサー）
- ずっと好きだった人
  - リン・チーリン（VTR出演）
  - 小泉孝太郎
  - 夏蓮
  - 五月みどり
  - 本田翼
  - 飯島直子
  - 小森純の美人マネージャー
  - 目黒のお花屋さん

第2回ゲスト
- 今田耕司
- オリエンタルラジオ（中田敦彦・藤森慎吾）
- 小島よしお
- JOY
- 楽しんご
- ピース（又吉直樹・綾部祐二）
- フルーツポンチ（亘健太郎・村上健志）
- 森三中（黒沢かずこ・村上知子・大島美幸）
- ずっと好きだった人
  - 川澄奈穂美（VTR出演）
  - 小松彩夏
  - 本田翼
  - 長澤まさみ（手紙のみ）
  - 松坂桃李
  - 竹下玲奈
  - 桝田絵理奈（TBSアナウンサー）

第3回ゲスト
- アンジャッシュ（渡部建・児嶋一哉）
- オアシズ（光浦靖子・大久保佳代子）
- ケンドーコバヤシ
- 千原ジュニア
- ハリセンボン（近藤春菜・箕輪はるか）
- はんにゃ（金田哲・川島章良）
- 福田彩乃
- 平成ノブシコブシ（吉村崇・徳井健太）
- 渡辺直美
- ずっと好きだった人
  - ジュノ（2PM）
  - 辻元舞
  - 藤あや子
  - 優香（VTR出演）
  - 向井理（VTR出演）
  - 本仮屋ユイカ
  - 川越達也
  - 銀座時計屋の美人店員

第4回ゲスト
- キャイ〜ン（天野ひろゆき・ウド鈴木）
- 小林星蘭
- 坂口杏里
- ドランクドラゴン（塚地武雅・鈴木拓）
- パンサー（向井慧・尾形貴弘・菅良太郎）
- ピース（綾部祐二・又吉直樹）
- フットボールアワー（後藤輝基・岩尾望）
- 山崎弘也（アンタッチャブル）
- ローラ
- 脇知弘

第5回ゲスト
- 尼神インター（渚・誠子）
- ウエンツ瑛士
- 大久保佳代子（オアシズ）
- 銀シャリ（橋本直・鰻和弘）
- サンシャイン池崎
- たかし（トレンディエンジェル）
- NON STYLE（石田明・井上裕介）
- バイきんぐ（小峠英二・西村瑞樹）
- ずっと好きだった人
  - 田中美佐子
  - 草刈麻有
  - 竹内涼真
  - 吉谷彩子

## ネット局

### 第1回
| 放送対象地域   | 放送局名                 | 系列    | 放送日時                           | 遅れ日数   |
| -------------- | ------------------------ | ------- | ---------------------------------- | ---------- |
| 関東広域圏     | TBSテレビ (TBS)          | TBS系列 | 2011年8月25日 19時00分 - 20時54分  | 制作局     |
| 青森県         | 青森テレビ (ATV)         | TBS系列 | 2011年8月25日 19時00分 - 20時54分  | 同時ネット |
| 岩手県         | IBC岩手放送 (IBC)        | TBS系列 | 2011年8月25日 19時00分 - 20時54分  | 同時ネット |
| 宮城県         | 東北放送 (TBC)           | TBS系列 | 2011年8月25日 19時00分 - 20時54分  | 同時ネット |
| 山形県         | テレビユー山形 (TUY)     | TBS系列 | 2011年8月25日 19時00分 - 20時54分  | 同時ネット |
| 福島県         | テレビユー福島 (TUF)     | TBS系列 | 2011年8月25日 19時00分 - 20時54分  | 同時ネット |
| 山梨県         | テレビ山梨 (UTY)         | TBS系列 | 2011年8月25日 19時00分 - 20時54分  | 同時ネット |
| 新潟県         | 新潟放送 (BSN)           | TBS系列 | 2011年8月25日 19時00分 - 20時54分  | 同時ネット |
| 長野県         | 信越放送 (SBC)           | TBS系列 | 2011年8月25日 19時00分 - 20時54分  | 同時ネット |
| 静岡県         | 静岡放送 (SBS)           | TBS系列 | 2011年8月25日 19時00分 - 20時54分  | 同時ネット |
| 富山県         | チューリップテレビ (TUT) | TBS系列 | 2011年8月25日 19時00分 - 20時54分  | 同時ネット |
| 石川県         | 北陸放送 (MRO)           | TBS系列 | 2011年8月25日 19時00分 - 20時54分  | 同時ネット |
| 岡山県・香川県 | 山陽放送 (RSK)           | TBS系列 | 2011年8月25日 19時00分 - 20時54分  | 同時ネット |
| 広島県         | 中国放送 (RCC)           | TBS系列 | 2011年8月25日 19時00分 - 20時54分  | 同時ネット |
| 愛媛県         | あいテレビ (ITV)         | TBS系列 | 2011年8月25日 19時00分 - 20時54分  | 同時ネット |
| 長崎県         | 長崎放送 (NBC)           | TBS系列 | 2011年8月25日 19時00分 - 20時54分  | 同時ネット |
| 鹿児島県       | 南日本放送 (MBC)         | TBS系列 | 2011年9月8日 19時00分 - 20時54分   | 14日遅れ   |
| 沖縄県         | 琉球放送 (RBC)           | TBS系列 | 2011年9月15日 19時00分 - 20時54分  | 21日遅れ   |
| 北海道         | 北海道放送 (HBC)         | TBS系列 | 2011年9月17日 14時00分 - 16時00分  | 23日遅れ   |
| 福岡県         | RKB毎日放送 (RKB)        | TBS系列 | 2011年10月2日 15時00分 - 16時54分  | 38日遅れ   |
| 中京広域圏     | 中部日本放送 (CBC)       | TBS系列 | 2011年10月8日 12時57分 - 15時00分  | 44日遅れ   |
| 山口県         | テレビ山口 (tys)         | TBS系列 | 2011年10月13日 19時00分 - 20時54分 | 49日遅れ   |
| 熊本県         | 熊本放送 (RKK)           | TBS系列 | 2011年10月13日 19時00分 - 20時54分 | 49日遅れ   |
| 鳥取県・島根県 | 山陰放送 (BSS)           | TBS系列 | 2011年10月16日 14時00分 - 15時54分 | 52日遅れ   |
| 宮崎県         | 宮崎放送 (MRT)           | TBS系列 | 2011年10月19日 23時55分 - 25時50分 | 55日遅れ   |
| 大分県         | 大分放送 (OBS)           | TBS系列 | 2012年1月14日 14時00分 - 15時54分  | 142日遅れ  |

### 第2回
| 放送対象地域   | 放送局名                 | 系列    | 放送日時                           | 放送形態   |
| -------------- | ------------------------ | ------- | ---------------------------------- | ---------- |
| 関東広域圏     | TBSテレビ (TBS)          | TBS系列 | 2011年12月21日 19時00分 - 20時49分 | 制作局     |
| 北海道         | 北海道放送 (HBC)         | TBS系列 | 2011年12月21日 19時00分 - 20時49分 | 同時ネット |
| 青森県         | 青森テレビ (ATV)         | TBS系列 | 2011年12月21日 19時00分 - 20時49分 | 同時ネット |
| 岩手県         | IBC岩手放送 (IBC)        | TBS系列 | 2011年12月21日 19時00分 - 20時49分 | 同時ネット |
| 宮城県         | 東北放送 (TBC)           | TBS系列 | 2011年12月21日 19時00分 - 20時49分 | 同時ネット |
| 山形県         | テレビユー山形 (TUY)     | TBS系列 | 2011年12月21日 19時00分 - 20時49分 | 同時ネット |
| 福島県         | テレビユー福島 (TUF)     | TBS系列 | 2011年12月21日 19時00分 - 20時49分 | 同時ネット |
| 山梨県         | テレビ山梨 (UTY)         | TBS系列 | 2011年12月21日 19時00分 - 20時49分 | 同時ネット |
| 新潟県         | 新潟放送 (BSN)           | TBS系列 | 2011年12月21日 19時00分 - 20時49分 | 同時ネット |
| 長野県         | 信越放送 (SBC)           | TBS系列 | 2011年12月21日 19時00分 - 20時49分 | 同時ネット |
| 静岡県         | 静岡放送 (SBS)           | TBS系列 | 2011年12月21日 19時00分 - 20時49分 | 同時ネット |
| 富山県         | チューリップテレビ (TUT) | TBS系列 | 2011年12月21日 19時00分 - 20時49分 | 同時ネット |
| 石川県         | 北陸放送 (MRO)           | TBS系列 | 2011年12月21日 19時00分 - 20時49分 | 同時ネット |
| 中京広域圏     | 中部日本放送 (CBC)       | TBS系列 | 2011年12月21日 19時00分 - 20時49分 | 同時ネット |
| 近畿広域圏     | 毎日放送 (MBS)           | TBS系列 | 2011年12月21日 19時00分 - 20時49分 | 同時ネット |
| 鳥取県・島根県 | 山陰放送 (BSS)           | TBS系列 | 2011年12月21日 19時00分 - 20時49分 | 同時ネット |
| 岡山県・香川県 | 山陽放送 (RSK)           | TBS系列 | 2011年12月21日 19時00分 - 20時49分 | 同時ネット |
| 広島県         | 中国放送 (RCC)           | TBS系列 | 2011年12月21日 19時00分 - 20時49分 | 同時ネット |
| 山口県         | テレビ山口 (tys)         | TBS系列 | 2011年12月21日 19時00分 - 20時49分 | 同時ネット |
| 愛媛県         | あいテレビ (ITV)         | TBS系列 | 2011年12月21日 19時00分 - 20時49分 | 同時ネット |
| 高知県         | テレビ高知 (KUTV)        | TBS系列 | 2011年12月21日 19時00分 - 20時49分 | 同時ネット |
| 福岡県         | RKB毎日放送 (RKB)        | TBS系列 | 2011年12月21日 19時00分 - 20時49分 | 同時ネット |
| 長崎県         | 長崎放送 (NBC)           | TBS系列 | 2011年12月21日 19時00分 - 20時49分 | 同時ネット |
| 熊本県         | 熊本放送 (RKK)           | TBS系列 | 2011年12月21日 19時00分 - 20時49分 | 同時ネット |
| 大分県         | 大分放送 (OBS)           | TBS系列 | 2011年12月21日 19時00分 - 20時49分 | 同時ネット |
| 宮崎県         | 宮崎放送 (MRT)           | TBS系列 | 2011年12月21日 19時00分 - 20時49分 | 同時ネット |
| 鹿児島県       | 南日本放送 (MBC)         | TBS系列 | 2011年12月21日 19時00分 - 20時49分 | 同時ネット |
| 沖縄県         | 琉球放送 (RBC)           | TBS系列 | 2011年12月21日 19時00分 - 20時49分 | 同時ネット |

### 第3回
| 放送対象地域   | 放送局名                 | 系列    | 放送日時                           | 遅れ日数   |
| -------------- | ------------------------ | ------- | ---------------------------------- | ---------- |
| 関東広域圏     | TBSテレビ (TBS)          | TBS系列 | 2012年5月31日 19時00分 - 20時54分  | 制作局     |
| 北海道         | 北海道放送 (HBC)         | TBS系列 | 2012年5月31日 19時00分 - 20時54分  | 同時ネット |
| 青森県         | 青森テレビ (ATV)         | TBS系列 | 2012年5月31日 19時00分 - 20時54分  | 同時ネット |
| 宮城県         | 東北放送 (TBC)           | TBS系列 | 2012年5月31日 19時00分 - 20時54分  | 同時ネット |
| 山形県         | テレビユー山形 (TUY)     | TBS系列 | 2012年5月31日 19時00分 - 20時54分  | 同時ネット |
| 福島県         | テレビユー福島 (TUF)     | TBS系列 | 2012年5月31日 19時00分 - 20時54分  | 同時ネット |
| 新潟県         | 新潟放送 (BSN)           | TBS系列 | 2012年5月31日 19時00分 - 20時54分  | 同時ネット |
| 長野県         | 信越放送 (SBC)           | TBS系列 | 2012年5月31日 19時00分 - 20時54分  | 同時ネット |
| 静岡県         | 静岡放送 (SBS)           | TBS系列 | 2012年5月31日 19時00分 - 20時54分  | 同時ネット |
| 富山県         | チューリップテレビ (TUT) | TBS系列 | 2012年5月31日 19時00分 - 20時54分  | 同時ネット |
| 近畿広域圏     | 毎日放送 (MBS)           | TBS系列 | 2012年5月31日 19時00分 - 20時54分  | 同時ネット |
| 鳥取県・島根県 | 山陰放送 (BSS)           | TBS系列 | 2012年5月31日 19時00分 - 20時54分  | 同時ネット |
| 岡山県・香川県 | 山陽放送 (RSK)           | TBS系列 | 2012年5月31日 19時00分 - 20時54分  | 同時ネット |
| 広島県         | 中国放送 (RCC)           | TBS系列 | 2012年5月31日 19時00分 - 20時54分  | 同時ネット |
| 愛媛県         | あいテレビ (ITV)         | TBS系列 | 2012年5月31日 19時00分 - 20時54分  | 同時ネット |
| 長崎県         | 長崎放送 (NBC)           | TBS系列 | 2012年5月31日 19時00分 - 20時54分  | 同時ネット |
| 山梨県         | テレビ山梨 (UTY)         | TBS系列 | 2012年6月14日 19時00分 - 20時54分  | 14日遅れ   |
| 石川県         | 北陸放送 (MRO)           | TBS系列 | 2012年6月14日 19時00分 - 20時54分  | 14日遅れ   |
| 熊本県         | 熊本放送 (RKK)           | TBS系列 | 2012年6月14日 19時00分 - 20時54分  | 14日遅れ   |
| 宮崎県         | 宮崎放送 (MRT)           | TBS系列 | 2012年6月16日 14時00分 - 15時54分  | 16日遅れ   |
| 山口県         | テレビ山口 (tys)         | TBS系列 | 2012年7月12日 19時00分 - 20時54分  | 42日遅れ   |
| 中京広域圏     | 中部日本放送 (CBC)       | TBS系列 | 2012年7月16日 13時55分 - 15時55分  | 46日遅れ   |
| 鹿児島県       | 南日本放送 (MBC)         | TBS系列 | 2012年8月11日 14時00分 - 15時54分  | 72日遅れ   |
| 福岡県         | RKB毎日放送 (RKB)        | TBS系列 | 2012年8月18日 15時00分 - 17時00分  | 79日遅れ   |
| 大分県         | 大分放送 (OBS)           | TBS系列 | 2012年10月20日 14時00分 - 15時54分 | 142日遅れ  |

### 第4回
| 放送対象地域   | 放送局名                 | 系列    | 放送日時                         | 遅れ日数   |
| -------------- | ------------------------ | ------- | -------------------------------- | ---------- |
| 関東広域圏     | TBSテレビ (TBS)          | TBS系列 | 2013年4月4日 21時00分 - 22時48分 | 制作局     |
| 北海道         | 北海道放送 (HBC)         | TBS系列 | 2013年4月4日 21時00分 - 22時48分 | 同時ネット |
| 青森県         | 青森テレビ (ATV)         | TBS系列 | 2013年4月4日 21時00分 - 22時48分 | 同時ネット |
| 岩手県         | IBC岩手放送 (IBC)        | TBS系列 | 2013年4月4日 21時00分 - 22時48分 | 同時ネット |
| 宮城県         | 東北放送 (TBC)           | TBS系列 | 2013年4月4日 21時00分 - 22時48分 | 同時ネット |
| 山形県         | テレビユー山形 (TUY)     | TBS系列 | 2013年4月4日 21時00分 - 22時48分 | 同時ネット |
| 福島県         | テレビユー福島 (TUF)     | TBS系列 | 2013年4月4日 21時00分 - 22時48分 | 同時ネット |
| 新潟県         | 新潟放送 (BSN)           | TBS系列 | 2013年4月4日 21時00分 - 22時48分 | 同時ネット |
| 山梨県         | テレビ山梨 (UTY)         | TBS系列 | 2013年4月4日 21時00分 - 22時48分 | 同時ネット |
| 長野県         | 信越放送 (SBC)           | TBS系列 | 2013年4月4日 21時00分 - 22時48分 | 同時ネット |
| 静岡県         | 静岡放送 (SBS)           | TBS系列 | 2013年4月4日 21時00分 - 22時48分 | 同時ネット |
| 富山県         | チューリップテレビ (TUT) | TBS系列 | 2013年4月4日 21時00分 - 22時48分 | 同時ネット |
| 石川県         | 北陸放送 (MRO)           | TBS系列 | 2013年4月4日 21時00分 - 22時48分 | 同時ネット |
| 中京広域圏     | 中部日本放送 (CBC)       | TBS系列 | 2013年4月4日 21時00分 - 22時48分 | 同時ネット |
| 近畿広域圏     | 毎日放送 (MBS)           | TBS系列 | 2013年4月4日 21時00分 - 22時48分 | 同時ネット |
| 鳥取県・島根県 | 山陰放送 (BSS)           | TBS系列 | 2013年4月4日 21時00分 - 22時48分 | 同時ネット |
| 岡山県・香川県 | 山陽放送 (RSK)           | TBS系列 | 2013年4月4日 21時00分 - 22時48分 | 同時ネット |
| 広島県         | 中国放送 (RCC)           | TBS系列 | 2013年4月4日 21時00分 - 22時48分 | 同時ネット |
| 山口県         | テレビ山口 (tys)         | TBS系列 | 2013年4月4日 21時00分 - 22時48分 | 同時ネット |
| 愛媛県         | あいテレビ (ITV)         | TBS系列 | 2013年4月4日 21時00分 - 22時48分 | 同時ネット |
| 高知県         | テレビ高知 (KUTV)        | TBS系列 | 2013年4月4日 21時00分 - 22時48分 | 同時ネット |
| 福岡県         | RKB毎日放送 (RKB)        | TBS系列 | 2013年4月4日 21時00分 - 22時48分 | 同時ネット |
| 長崎県         | 長崎放送 (NBC)           | TBS系列 | 2013年4月4日 21時00分 - 22時48分 | 同時ネット |
| 熊本県         | 熊本放送 (RKK)           | TBS系列 | 2013年4月4日 21時00分 - 22時48分 | 同時ネット |
| 大分県         | 大分放送 (OBS)           | TBS系列 | 2013年4月4日 21時00分 - 22時48分 | 同時ネット |
| 宮崎県         | 宮崎放送 (MRT)           | TBS系列 | 2013年4月4日 21時00分 - 22時48分 | 同時ネット |
| 鹿児島県       | 南日本放送 (MBC)         | TBS系列 | 2013年4月4日 21時00分 - 22時48分 | 同時ネット |
| 沖縄県         | 琉球放送 (RBC)           | TBS系列 | 2013年4月4日 21時00分 - 22時48分 | 同時ネット |

## スタッフ
第5回（2017年10月16日放送）
- ナレーション：服部潤
- 構成：木野聡、寺田智和、松本智子／御影屋聖、樋口卓治
- TM：森享宏
- TD：山田賢司
- カメラ：坂口司
- VE：鈴木昭平
- 音声：渡邉学
- 照明：渋谷康治
- 編集：関美幸
- MA：並木丈治（TAMCO）
- 音効：加藤博紀、竹田周二
- TK：飯塚愛美
- 美術：太田卓志
- 美術制作：澁谷政史
- 装置：坂本進
- 操作：山本晃靖
- 電飾：住義仁
- 特殊装置：高橋出
- アクリル装飾：渡邊卓也
- 花装飾：菊地起矢
- 装飾：篠原直樹
- レタリング：山野井美月
- 特効：畑中勉
- 衣裳：横尾毅
- スタイリスト：波多野としこ
- 持道具：小松絵里子
- メイク：城所とも美
- CG：小室泰樹（ノットアットオール）
- 技術協力：スウィッシュ・ジャパン
- 宣伝：小林恵美子、星奈津美
- 公開：松元裕二
- デスク：石川素子
- 編成：岸田大輔
- AD：山本怜奈、田中翔悟、赤津未奈、重富英夫、石井護、柏原有輝、大塚圭人、森孝樹
- AP：池澤由佳、小林聡美
- ディレクター：前川善郎、斉藤豪、平野隼人、橋本詳吾、本田哲也
- MP：渡辺英樹（以前はプロデューサー）
- プロデューサー：福田健太郎、西原信行、富田好美、五味渕英・田中裕樹（共に吉本興業）
- EP：江藤俊久
- 総合演出：井上整
- 制作協力：吉本興業、Nob
- 製作著作：TBS

### 過去のスタッフ
- 構成：デーブ八坂、水野守啓
- TD：荒木健一
- カメラ：中野真悟
- VE：藤本剛
- 音声：山田健吾
- 照明：清水朝彦
- 音響効果：伊藤誠
- 装置：高野勝之、三谷剛大
- 花装飾：菊地起矢
- 装飾：篠原直樹
- レタリング：森永英二
- メイク：有馬妙美
- 持道具：寺澤麻由美
- CG：加藤ユキオ
- 技術協力：東通、TAMCO、アックス
- 編成：時松隆吉
- AP：橋本美和 ／ 前田美和
- AD：加藤文仁、因幡大佑
- ディレクター：双津大地郎、前島隆昭
- プロデューサー：近藤誠
- チーフプロデューサー：合田隆信